# Ottilie Hoffmann (Skulptur)
Die Skulptur Ottilie Hoffmann in Bremen - Mitte, Ostertorsteinweg/Ecke Wulwesstraße auf dem kleinen Ulrichsplatz, wird in der Liste der Denkmale für Kunst im öffentlichen Raum der Stadt Bremen geführt.
Die Plastik von 1987 aus Bronze auf einem Steinsockel ist 2,2 m × 1,5 m groß und stammt von dem Bildhauer Jürgen Cominotto.
Von Cominotto (* 1952), einem Schüler von Waldemar Otto, stammen in Bremen u. a. noch der Bronzebrunnen Beim Bade (1986) in Bremen-Mitte im Schnoor und eine Steinskulptur ohne Titel (1985) auf der Gerhard-Rohlfs-Straße in Bremen - Vegesack.
Ottilie Hoffmann (1835–1925), geboren in diesem Viertel, war eine Bremer Pädagogin, Frauenrechtlerin und Sozialpolitikerin, die sich in der Abstinenzbewegung engagierte. Sie gründete ab dem Jahre 1900 in Bremen alkoholfreie Speisehäuser, die Ottilie-Hoffmann-Häuser.